# Zubcov
Zubcov (rusky Зубцо́в) je město v Tverské oblasti v Ruské federaci. Při sčítání lidu v roce 2010 měl bezmála sedm tisíc obyvatel.

## Poloha a doprava
Zubcov leží při ústí Vazuzy do Volhy. Od Tveru, správního střediska oblasti, je vzdálen přibližně 150 kilometrů jihozápadně.
Před město prochází železniční trať z Moskvy do Rigy. 

## Dějiny
První zmínka o Zubcovu je z roku 1216. Městem je od roku 1776.
Za druhé světové války byl Zubcov 11. října 1941 obsazen německou armádou a jednotky Západního frontu Rudé armády jej dobyly zpět 23. srpna 1942 v rámci bivy o Ržev.